# Melamphaes typhlops
Melamphaes typhlops — вид беріксоподібних риб родини меламфаєвих (Melamphaidae). Поширений на сході Атлантики. Це морський, батипелагічний вид, що мешкає на глибині до 1000 м. Тіло завдовжки до 7,8 см